# Appeltjesmarkt
De Appeltjesmarkt is een voormalige groente- en fruitmarkt aan de Marnixstraat, bij de Elandsgracht (een gedempte gracht, nu een straat) in Amsterdam. Vanaf 1957 was een groot deel van het terrein in gebruik als busstation voor de NZH, tegenwoordig Connexxion.
De Appeltjesmarkt is geen officiële straatnaam en is gelegen aan de rand van de buurt de Jordaan, aan de Marnixstraat, de Elandsgracht en de Singelgracht. Sinds augustus 2015, na verkleining en verschuiving van het busstation, is er een evenemententerrein.

## Geschiedenis

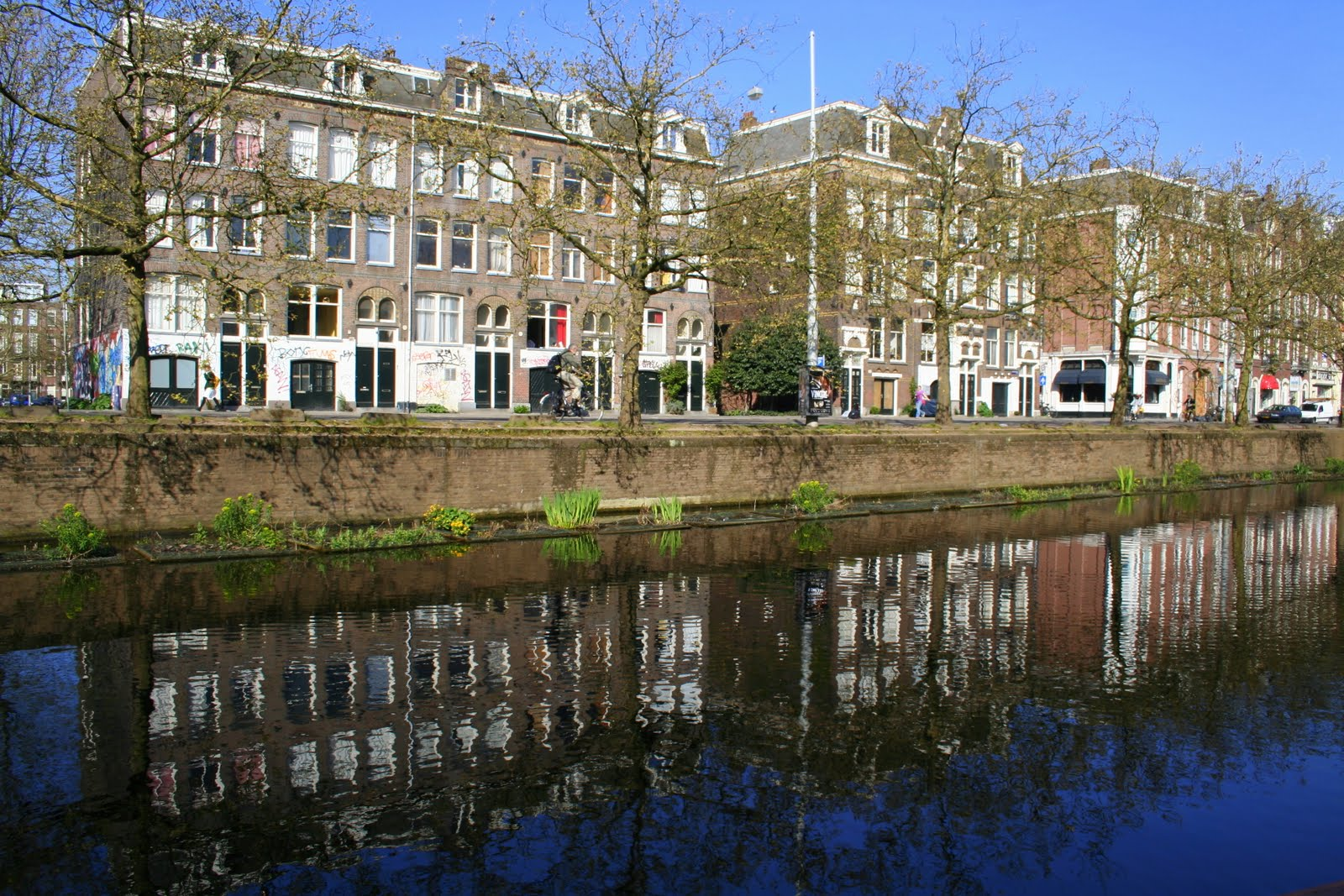
Woonblokken aan de Marnixstraat met opslagruimte voor de marktkooplieden

De Appeltjesmarkt ligt op plaats van het vroegere bolwerk Nieuwerkerk. Nadat in het begin van de 19e eeuw de stadsmuur en de bolwerken werden geslecht werd  op deze plek aan de huidige Marnixstraat een gasfabriek gesticht.
Tussen 1895 en 1934 was de groente- en fruitmarkt gevestigd aan de Marnixstraat tussen Rozengracht en Passeerdersgracht. Het gedeelte ten westen van de Elandsgracht noemde men van oudsher Appeltjesmarkt vanwege de daar aanwezige fruithandelaren. Het gedeelte ten westen van de Lauriergracht was de groenmarkt. De kade hier aan de Singelgracht draagt nog steeds de naam  Groenmarktkade.
In verband met de groei, de hygiënische omstandigheden en het toenemende verkeer verplaatste men de markt in 1934 naar de Centrale Markthallen aan de Jan van Galenstraat in Amsterdam-West. Woonblokken met opslagruimten op de begane grond voor de handkarren van de marktkooplieden, en de restanten van de insteekhavens voor de groenteschuiten daarachter, resteerden nog jaren daarna.
In 1957 kwam op de plek van de Appeltjesmarkt een busstation voor de NZH. Een deel van de nog aanwezige bebouwing moest daarvoor wijken. In de jaren 1966-1971 werd aan de noordkant van het busstation een grote parkeergarage, de Europarking, gebouwd waarvoor een huizenblok werd afgebroken. Ook verschenen er een tankstation en een winkelruimte, waar piano's worden verkocht. Sinds 2014 is er aan het water onder en bij de parkeergarage een café.
Het busstation werd vanaf 2007 in september jaarlijks voor enkele dagen gebruikt als locatie voor het Jordaanfestival. Het was dan met hekken afgesloten. In 2015 is een nieuwe indeling gerealiseerd. Het busstation is verkleind en verschoven naar de Marnixstraat en gedeeltelijk onder de parkeergarage gelegen en het bij het busstation horende gebouw aan de Singelgracht is gesloopt. Sinds de dienstregeling 2018 bood het nog maar plaats aan twee buslijnen alsmede drie nachtlijnen. Sinds 22 juli 2018 waren het weer vier dagbuslijnen, tot en met november 2019 had één buslijn door ruimtegebrek zijn standplaats op een vluchtheuvel buiten het busstation en sinds 2024 drie. 
Ook de taxistandplaats aan de Elandsgracht is verschoven. Hierdoor kwam er ruimte voor een evenemententerrein gelegen tussen de kade van de Singelgracht, de parkeergarage, het busstation, de taxistandplaats en de Elandsgracht. Het rechthoekige terrein is een voetgangersgebied geworden en deels bedekt met grind. Uit veiligheidsoverwegingen moet dat grind van de politie tijdens een evenement worden afgedekt waarvan de kosten zo'n tienduizend euro door de organisator moet worden betaald.